# Peter Lückemeier
Peter Lückemeier (* 31. Oktober 1950 in Gelsenkirchen-Buer; † 6. Dezember 2023) war ein deutscher Sachbuch-Autor und Journalist.

## Leben und Werk
Lückemeier studierte Politikwissenschaft in Münster, Berlin und Madison. Er wurde freier Mitarbeiter beim RIAS und absolvierte ein Volontariat bei der Berliner Tageszeitung Der Abend. 1980 kam er zur Frankfurter Allgemeinen Zeitung. Er war seit 1990, damals mit Günter Mick, seit 2007 mit Matthias Alexander, einer der beiden Ressortleiter der Regionalbeilage Rhein-Main-Zeitung. Ab 1993 veröffentlichte er in der Frankfurter Allgemeinen Sonntagszeitung die Herzblatt-Geschichten, mit Themen aus der Regenbogenpresse. Sein Redaktionskürzel war lüc.
Er ging mit Erreichen seines 65. Lebensjahres 2016 bei der FAZ in den Ruhestand. Seine monatliche Interview-Sendung „Drei kluge Köpfe“ zusammen mit FAZ-Herausgeber Werner D’Inka auf rheinmaintv lief weiter.
Er starb nach langer, schwerer Krankheit im Alter von 73 Jahren.

## Werke
Als Autor
- Schließlich kamen Diana die Tränen: Neues aus den Niederungen des europäischen Hochadels. Eichborn Verlag, Frankfurt am Main 1995, ISBN 3-8218-2308-9.
- mit Raimund Gründler: Zur kommunalen Direktwahl: Erfahrungen aus Baden-Württemberg und Hessen. Konrad-Adenauer-Stiftung, Sankt Augustin 1999.
- Herzblatt-Geschichten. Stroemfeld Verlag, Frankfurt am Main; Basel 2001, ISBN 3-87877-775-2.
- So werden sie prominent: Mit vielen Tipss und Adressen. Bastei Lübbe, Bergisch Gladbach 2004, ISBN 3-404-66389-6.
- Männer verstehen: Wie Frauen das seltsame Wesen durchschaut. Fischer-Taschenbuch-Verlag, Frankfurt am Main 2007, ISBN 978-3-596-16952-8.
- Neue Herzblatt-Geschichten. Fischer-Taschenbuch-Verlag, Frankfurt am Main 2008, ISBN 978-3-596-17638-0.
- Von den Großen lernen. Fischer-Taschenbuch-Verlag, Frankfurt am Main 2009, ISBN 978-3-596-17881-0.
- mit Werner D’Inka: Gesprächsstoff: Die Interviews aus der F.A.Z. Rhein-Main-Zeitung. Societäts-Verlag, Frankfurt am Main 2011, ISBN 978-3-7973-1253-2.
- mit Matthias Alexander: 101 Frankfurter Gesichter. Societäts-Verlag, Frankfurt am Main 2011, ISBN 978-3-942921-09-1.
- Die Schöpfer der Wanderhure: Iny Lorentz im Gespräch. Knaur, München 2016, ISBN 978-3-426-65379-1.
- Politik kann die Welt verändern: Boris Rhein im Gespräch mit Peter Lückemeier. Frankfurter Allgemeine Buch, Frankfurt 2022, ISBN 978-3-96251-145-6.
- mit Reinhard Ernst und Stefan Schröder: Die Kunst gehört allen: Museumsgründer Reinhard Ernst im Gespräch mit Peter Lückemeier und Stefan Schröder. Verlag Waldemar Kramer, Wiesbaden 2024, ISBN 978-3-7374-0501-0.

Als Herausgeber
- mit Werner D’Inka: Ab heute heißt du Dieter! Graumann im Gespräch. Kösel-Verlag, München 2014, ISBN 978-3-466-37107-5.
- Frankfurter Weihnacht: Ein Wohlfühlbuch. Societäts-Verlag, Frankfurt am Main 2014, ISBN 978-3-95542-097-0.
- mit Stefan Schröder: Weihnacht in Wiesbaden: Ein Wohlfühlbuch. Societäts-Verlag, Frankfurt am Main 2015, ISBN 978-3-95542-152-6.
- mit Friedrich Stoltze: Wie kann nor e Mensch net von Frankfort sei: Ein Friedrich Stoltze-Lesebuch. Societäts-Verlag, Frankfurt am Main 2016, ISBN 978-3-95542-193-9.
- mit Werner D’Inka: "Ich will jeden Tag die Welt ein bisschen besser machen": Volker Bouffier im Gespräch. Societäts-Verlag, Frankfurt am Main 2017, ISBN 978-3-95542-259-2.
- Weihnacht im Taunus: Ein Wohlfühlbuch. Societäts-Verlag, Frankfurt am Main 2018, ISBN 978-3-95542-270-7.
- mit Cornelia Sick: Zierde der Landlust: Der Taunus in Vers und Bild. Societäts-Verlag, Frankfurt am Main 2019, ISBN 978-3-95542-329-2.